# Muriel Zoe
Muriel Zoe (* 1969 in Ludwigshafen am Rhein) ist eine deutsche Singer-Songwriterin (Gesang, Gitarre) und bildende Künstlerin.
Zoe, die zunächst in Indien und später in Reinbek aufwuchs, lernte mit zwölf Jahren Gitarre; 15-jährig schrieb sie erste eigene Songs mit englischen Texten. 1988 begann sie an der Freien Kunstschule Nürtingen eine Ausbildung als Malerin und Graphikerin; sie setzte ihr Studium ab 1990 an der Fachhochschule für Gestaltung in Hamburg fort.  Ab 1990 absolvierte sie ein Kontaktstudium in Popularmusik an der Hochschule für Musik Hamburg, das ihr Interesse für den Jazz weckte. 1992 gründete sie Zoe's Echos, ihre erste Band, gefolgt von Zoe and the Zebras 1995. Unter eigenem Namen legte sie bisher vier Alben vor, von denen die beiden ersten jazzorientiert sind; daneben sang sie in der Ambient-Nu-Jazz-Band Field. Weiterhin hat sie seit 1994 mehrere Einzel- und Gruppenausstellungen gehabt; zudem ist sie als Dozentin für Malerei und Druckgrafik am Hamburger Museum der Arbeit tätig.

## Diskographische Hinweise
- Red and Blue (ACT, 2003, mit Michael Leuschner, Matthias Pogoda, Johannes Huth, Michael Verhovec)
- Neon Blue (ACT, 2005, mit Michael Leuschner, Matthias Pogoda, Johannes Huth, Michael Verhovec)
- Flood (Blue Pearls Music, 2009, mit Marco Schmedtje, Stephan Gade, Tim Lorenz)
- Birds and Dragons (Blue Pearls Music, 2011)

## Lexikalische Einträge
- Jürgen Wölfer: Jazz in Deutschland. Das Lexikon. Alle Musiker und Plattenfirmen von 1920 bis heute. Hannibal, Höfen 2008, ISBN 978-3-85445-274-4.